# لیاوبو
لیاوبو (به لاتین: Liaobu) یک شهرک در جمهوری خلق چین است که در دونگوان واقع شده‌است.